# Paracrangon okutanii
Paracrangon okutanii is een garnalensoort uit de familie van de Crangonidae. De wetenschappelijke naam van de soort is voor het eerst geldig gepubliceerd in 1986 door Ohé & Takeda.